# 3%
3% ist eine brasilianische Science-Fiction-Thriller-Serie des Video-on-Demand-Anbieters Netflix, die von 2016 bis 2020 in Brasilien produziert wurde.

## Handlung
3% spielt in einer dystopischen Welt. Jugendliche eines in einer Wüste liegenden Slums können sich im Alter von 20 Jahren einem komplexen, teils menschenverachtenden Auswahltest unterziehen, bei dem die besten 3 Prozent die Chance erhalten, an einem technisch weit fortgeschrittenen Ort aufgenommen zu werden. Leiter der futuristischen Testanlage ist dabei der undurchsichtige Ezequiel, der auch vor Folter und Mord nicht zurückschreckt.

## Produktion
Die Serie wurde inspiriert von einem Kurzfilm mit gleichem Namen aus dem Jahre 2011. Es ist die erste Serie von Netflix, die in Brasilien produziert wird.
Inzwischen sind 33 Folgen in vier Staffeln erschienen, die vierte Staffel wurde hierbei am 14. August 2020 veröffentlicht.
Die Serie wurde nicht ins Deutsche synchronisiert, sie ist lediglich in Portugiesisch, Spanisch und Englisch sowie mit deutschen Untertiteln verfügbar.

## Episodenliste

### Staffel 1
| Nr. (ges.) | Nr. (St.) | Deutscher Titel | Originaltitel | Erstveröffentlichung Brasilien | Deutschsprachige Erstveröffentlichung (D/A/CH) | Regie                             | Drehbuch                                                      |
| --- | --------- | --------------- | ------------- | ------------------------------ | ---------------------------------------------- | --------------------------------- | ------------------------------------------------------------- |
| 1 | 1         | Würfel          | Cubos         | 25. Nov. 2016                  | 25. Nov. 2016                                  | César Charlone                    | Pedro Aguilera                                                |
| Im Alter von 20 Jahren können die Jugendlichen eines in einer Wüste gelegenen Slums in einer nahegelegenen futuristischen Einrichtung einen Test absolvieren, den nur 3% der Teilnehmer bestehen sollen. Diese erhalten die Möglichkeit, den ärmlichen Verhältnissen zu entfliehen und auf eine privilegierte Insel zu gelangen. Die unvorbereiteten Jugendlichen treffen auf teils menschenverachtende Prüfungen. Nach Einzelinterviews müssen die Probanden in einer kurzen Zeit ein dreidimensionales Puzzle lösen. Dieser Test wird von dem Probanden Rafael dadurch bestanden, dass er das Ergebnis eines anderen Teilnehmers offensichtlich stiehlt und dieser dadurch ausgeschlossen wird. Im Slum gibt es eine Art organisierte Opposition zum Testverfahren und der dahinter stehenden Gesellschaft, welche einen Spion in das Testverfahren geschleust hat. Die Leiter der Einrichtung haben von dieser Operation erfahren und zwei Kandidatinnen, Michele und Bruna, zu einem Verhör zur Seite genommen. Michele, bei welcher es sich um die Spionin handelt, überredet ihre Freundin Bruna, die Befragerin zu überwinden und ihre Waffe zu stehlen. Bruna stirbt bei dem Versuch, allerdings fällt damit aller Verdacht von Michele ab. |           |                 |               |                                |                                                |                                   |                                                               |
| 2 | 2         | Münzen          | Moedas        | 25. Nov. 2016                  | 25. Nov. 2016                                  | Daina Giannecchini & Jotagá Crema | Cássio Koshikumo & Denis Nielsen                              |
| Die übrig gebliebenen Probanden lernen sich zunehmend kennen und werden in Gruppen zusammengeführt. Im nächsten Test müssen sie eine mit Puppen nachgestellte Szene deuten, und den Grund für das Ersticken der einen Frau herausfinden. Fernando, ein Proband im Rollstuhl, präsentiert seine Lösung, kurz bevor die Gruppe diese einreichen möchte, beweist Rafael, dass sie falsch ist und hilft der Gruppe mit seiner Version zum Sieg. Ein weiterer Test ist die demokratische Auswahl eines Gruppenmitglieds, das daraufhin ausgeschlossen werden soll. Joana kommt bei dieser Aufgabe nur dank eines Täuschungsmanöver weiter, obwohl die leitenden Personen dies bemerken. |           |                 |               |                                |                                                |                                   |                                                               |
| 3 | 3         | Korridor        | Corredor      | 25. Nov. 2016                  | 25. Nov. 2016                                  | Dani Libardi                      | Ivan Nakamura & Denis Nielsen                                 |
| Der Auswahltest geht weiter und verlangt von den Jugendlichen einen dunklen Korridor zu durchqueren, in dem ein Gas Halluzinationen verursacht und sie mit ihrer schlimmsten Angst konfrontiert. In mehreren Rückblenden wird gezeigt, dass Joana kurz vor Beginn des diesjährigen Ausschlussverfahrens den Sohn eines kriminellen Bandenführers aus Versehen umgebracht hat, und nun mit einer illegal eingesetzten Identität auf der Flucht ist. Ezequiel, der Leiter des Verfahrens, bekommt währenddessen Besuch von einem kleinen, in dem Slum lebenden Jungen, welchen er anscheinend bereits mehrmals illegalerweise aufgesucht hat und zu dem er ein gutes Verhältnis hat. Aline, eine Mitarbeiterin, kommt seinem Tun langsam auf die Spur, kann allerdings keine klaren Beweise vorbringen. |           |                 |               |                                |                                                |                                   |                                                               |
| 4 | 4         | Tor             | Portão        | 25. Nov. 2016                  | 25. Nov. 2016                                  | Jotagá Crema                      | Cássio Koshikumo & Ivan Nakamura & Jotagá Crema               |
| Die Absolventen werden in eine Art Lagerbereich gesperrt und müssen sich vollständig koordinieren, um Nahrung und Getränke zu bekommen. Ein Junge namens Marco, welcher wiederholt damit angibt, dass in seiner Familie bis jetzt alle den Test erfolgreich absolviert haben und auf die Insel gekommen sind, übernimmt hierbei die Führungsrolle und koordiniert das Team. Nach anfänglichen Erfolgen eskaliert die Situation schnell und es kommt zu Auseinandersetzungen untereinander. Auslöser dafür ist eine von Marco angeführte Revolte, mit dem Ziel, den anderen Teilnehmern die stark rationierte Versorgung zu stehlen und sie mit Gewalt zu unterdrücken. Er hört auch nicht auf, als es zum ersten Todesfall kommt. Währenddessen gelingt Joana die Flucht, nach einem Gespräch mit Ezequiel kehrt sie allerdings zurück, befreit die Unterdrückten und überwältigt die Gruppe um Marco. Dabei sterben mehrere Probanden, anscheinend auch Marco. Rafael hat seine Zugehörigkeit zu 'der Sache', wie die Oppositionsgruppe genannt wird, Michele gegenüber zugegeben, um damit sein Leben zu retten. Nur 9 % der Kandidaten schaffen es nach Abschluss des Tests bis in die Gartenanlage des Testkomplexes.                           |           |                 |               |                                |                                                |                                   |                                                               |
| 5 | 5         | Wasser          | Água          | 25. Nov. 2016                  | 25. Nov. 2016                                  | César Charlone                    | Pedro Aguilera                                                |
| In einer Rückblende wird die Vergangenheit von Ezequiel thematisiert. Er leitet das Testverfahren schon seit mehreren Jahren, im zweiten Jahr gab es einen militärischen Einsatz auf die Gruppe der Oppositionskämpfer im Slum, welchen er mit seiner Frau Julia via Videoübertragung mitverfolgt. Bei dem Einsatz wird ein Mann getötet und kurz ein Kind gezeigt, welches alleine in dem Haus zu sein scheint. Julia erkennt darin ihren Sohn, den sie für den Test zurücklassen musste und bisher verschwiegen hatte. Dieses Ereignis weckt in ihr den Wunsch, ihren Sohn gegen das Gesetz aufzusuchen. Ihren Versuch, dem Verfahrensgebäude zu entfliehen, vereitelt Ezequiel, woraufhin sie in eine klinische Anstalt gesteckt wird. In dieser nimmt sie sich als erste Bewohnerin der Insel das Leben. Ezequiel beschließt trotz der Geschehnisse das Verfahren weiter zu leiten, außerdem nimmt er das erste Mal Kontakt mit dem Jungen auf. |           |                 |               |                                |                                                |                                   |                                                               |
| 6 | 6         | Glas            | Vidro         | 25. Nov. 2016                  | 25. Nov. 2016                                  | Daina Giannecchini & Dani Libardi | Cássio Koshikumo, Denis Nielsen, Ivan Nakamura & Jotagá Crema |
| Die Kandidaten werden alle vor eine Wahl gestellt, die ihnen von einem nahen Verwandten überbracht wird. Entweder sie gehen zusammen mit einer großen Menge Geld zurück auf das Festland zu ihrer Familie oder sie bleiben im Verfahren. Danach erhält jeder eine personalisierte Aufgabe. Rafael kann diese nur schaffen, indem er Fernando in seine Zugehörigkeit zu 'der Sache' einweiht und erpresst. Michele hingegen wird bei ihrer Aufgabe schmerzhaft an den Tod ihres Bruders während des Verfahrens vor einigen Jahren erinnert. Als Reaktion schneidet sie sich mit Hilfe einer Glasscherbe eine Narbe oberhalb ihrer Hüfte auf und entnimmt eine kleine, metallene Kapsel. Auch Fernando und Joana bestehen diese beiden Aufgaben. |           |                 |               |                                |                                                |                                   |                                                               |
| 7 | 7         | Kapsel          | Cápsula       | 25. Nov. 2016                  | 25. Nov. 2016                                  | Daina Giannecchini                | Cássio Koshikumo                                              |
| Mit Hilfe des Giftes in der Kapsel vergiftet Michele das Glas von Ezequiel, um sich damit an dem Tod ihres Bruders bei dem Ausschlussverfahren vor fünf Jahren zu rächen. Allerdings werden die Gläser vertauscht und César, ein Mitarbeiter des Testpersonals stirbt. Daraufhin startet Ezequiel mit Einzelbefragungen der Probanden, schiebt die Verantwortung für den Mord allerdings mit Hilfe von gefälschtem Beweismaterial und einer gefälschten Zeugenaussage Aline zu. Aline hatte es auf die Stelle des Verfahrensleiters abgesehen und wollte Beweise für die illegalen Machenschaften Ezequiels vorbringen. Außerdem wird klar, dass er sich bewusst ist, dass der Anschlag ihm galt und von Michele durchgeführt wurde. |           |                 |               |                                |                                                |                                   |                                                               |
| 8 | 8         | Knopf           | Botão         | 25. Nov. 2016                  | 25. Nov. 2016                                  | César Charlone                    | Denis Nielsen & Pedro Aguilera                                |
| Ezequiel lässt die Kandidatin Michele foltern, um den Anführer der „Sache“ zu finden. Er gibt ihr preis, dass ihr Bruder nicht tot ist, sondern glücklich auf der Insel lebt und sie von der Widerstandsbewegung instrumentalisiert wurde. Fernando, mit dem Michele ein Verhältnis begonnen hatte, verlässt wegen des Verschwindens von Michele das Verfahren. Die Rebellengruppe der „Sache“ erfährt indessen, dass mutmaßlich zwei ihrer Mitglieder den Test erfolgreich durchlaufen haben. Die Kandidaten werden dem letzten Reinigungsprozess unterzogen, bei dem sie auch sterilisiert werden. Vor allem Rafael reagiert schockiert auf dieses Vorgehen. Joana wird noch einer letzten Prüfung unterzogen, bei der sie einen Kriminellen vom Festland umbringen soll. Sie weigert sich allerdings und verlässt das Gebäude. Sie kehrt mit Fernando in den Slum zurück. Am Ende werden die Kandidaten, zusammen mit Michele und Alina auf die Insel gebracht. |           |                 |               |                                |                                                |                                   |                                                               |

### Staffel 2
| Nr. (ges.) | Nr. (St.) | Deutscher Titel | Originaltitel | Erstveröffentlichung Brasilien | Deutschsprachige Erstveröffentlichung (D/A/CH) | Regie              | Drehbuch                                      |
| --- | --------- | --------------- | ------------- | ------------------------------ | ---------------------------------------------- | ------------------ | --------------------------------------------- |
| 9 | 1         | Spiegel         | Espelho       | 27. Apr. 2018                  | 27. Apr. 2018                                  | Philippe Barcinski | Pedro Aguilera & Denis Nielsen                |
| Die Handlung setzt kurz vor dem 105. Auswahltest ein. Einerseits wird das Leben auf der Insel als Utopie gezeigt, in dem alles perfekt und technisch überwacht ist, dies anscheinend aber nur als Schein nach außen wahrt. Michele hat das Rehabilitationszentrum hinter sich gelassen, hat aber noch Probleme, sich in das ihr fremde Leben einzugliedern. Ihr Bruder lebt als ohne Beweise verurteilter Mörder allein in einer von innen verspiegelten Zelle. Um ihn zu befreien, lässt sie sich auf Ezequiels Verlangen dazu hinreißen, einen Test für das Auswahlverfahren zu entwickeln und ihm bei diesem zu helfen. Auf der anderen Seite wird gezeigt, wie Joana dabei ist, sich auf dem Festland der Sache anzuschließen. Aufgrund von unkollegialem Verhalten verweigert man ihr zunächst die Aufnahme. Sie kann dem Anführer Silas zu explosiven Chemikalien verhelfen, was sie zu einem Mitglied macht. Mit Hilfe dieser möchte er ein Attentat während des Auswahlverfahrens ausüben, bei welchem viele Unschuldige sterben würden, wie der Gründer der Sache es geplant hat. Dies bleibt auch von den Bewohnern der Insel nicht unbemerkt, die mit militärischem Aufgebot die Zustände auf dem Festland regulieren wollen. Michele begleitet Ezequiel zum Auswahlverfahren und erfährt, dass es ihr Auftrag sein soll, die Sache zu unterwandern. |           |                 |               |                                |                                                |                    |                                               |
| 10 | 2         | Toaster         | Torradeira    | 27. Apr. 2018                  | 27. Apr. 2018                                  | Daina Giannecchini | Ivan Nakamura                                 |
| Während Michele beschlossen hat, nicht mehr für die Sache zu arbeiten, da sie auf der Insel ihren Bruder getroffen hat und ihm helfen möchte, versucht Rafael verzweifelt, ein Funkgerät zu bauen, um die Sache auf dem Festland zu kontaktieren. Er gerät über eine Party an Elisa, eine Ärztin und beginnt mit ihr ein Verhältnis. Sie besitzt einen älteren Toaster, welcher ihm das fehlende Teil für sein Funkgerät liefert. Beim Versuch, die Sache zu kontaktieren, wird er von Elisa aufgeklärt, dass auf der Insel Funkwellen gestört werden. Um die Sache über Micheles veränderte Einstellung zu informieren, nimmt er an einem Test teil, der ihn für die militärische Einheit qualifizieren soll. Er besteht, und begleitet Elisa und seine Vorgesetzte Marcela auf das Festland. Währenddessen trainiert Fernando dort die künftigen Teilnehmer des Auswahlverfahrens. Eines Abends steht Joana vor ihm, die ihm von den Plänen der Sache erzählt, eine Bombe während Ezequiels Rede zu zünden. Der Plan kann nur noch dadurch abgewendet werden, dass sie einen besseren Plan entwickelt und präsentiert. |           |                 |               |                                |                                                |                    |                                               |
| 11 | 3         | Störung         | Estática      | 27. Apr. 2018                  | 27. Apr. 2018                                  | Daina Giannecchini | André Sirangelo                               |
| Die Vorbereitungen für das nächste Verfahren, das kurz bevorsteht, laufen auf den verschiedenen Seiten. Michele wird von Ezequiel dafür vorbereitet, die Bombe zu entschärfen und damit das Attentat zu verhindern. Dafür nimmt sie über Funk Kontakt mit der Sache auf und gibt einen Ort und eine Zeit für ein Treffen verschlüsselt durch. Bei der Sache kommt es allerdings zu einem Streit zwischen Ivana und Silas, ob es sich dabei um eine Falle handelt. Die Mehrheit hält am Plan fest, Michele soll sogar als vermutliche Verräterin ausgeschaltet werden. Joana hingegen entschlüsselt die Botschaft mit Hilfe von Fernando, welcher daraufhin Michele trifft. Auch Rafael schafft es als Mitglied der militärischen Einheit auf das Festland und flieht, um die Sache vor Micheles Zusammenarbeit mit Ezequiel zu warnen. Er trifft auf Joana und Ivana und versucht ihnen zu erklären, dass er noch immer auf ihrer Seite ist. Michele und Fernando fliehen vor Silas, der sie umbringen möchte und treffen ebenfalls zu den anderen. Silas zielt mit ihrer Waffe abwechselnd auf Michele und Rafael, während Ezequiel alles mithört und die Stimme von Rafael identifizieren kann. |           |                 |               |                                |                                                |                    |                                               |
| 12 | 4         | Serviette       | Guardanapo    | 27. Apr. 2018                  | 27. Apr. 2018                                  | Philippe Barcinski | André Sirangelo                               |
| Auf dem Festland werden Michele und Rafael von Joana und Ivana mit verschiedenen Methoden verhört, um herauszufinden, welcher von beiden der Sache treu geblieben ist. Ezequiel hört währenddessen alles über Michele mit und gibt ihr Ratschläge, wie sie das Verhör übersteht, versucht allerdings auch, sie für seine Seite zu manipulieren. Die Methoden führen zu keinem Ergebnis, am Ende ist Ivana zwar davon überzeugt, dass Michele die Verräterin ist, hat aber keine klaren Beweise. In ihrer Position als Dienstältere möchte sie sich über Joana hinwegsetzen und Michele töten. Währenddessen gelingt es Rafaels Vorgesetzten, seine Position zu ermitteln und sie plant, das Gebäude mit einem militärischen Trupp zu stürmen. Davon weiß Michele, sie möchte diesen Trumpf nutzen, um Ezequiel zu verraten und ihre Loyalität zu der Sache beweisen. Um sie davon abzuhalten, verbindet Ezequiel sie mit ihrem Bruder, der auf der Insel im Gefängnis sitzt und mit dem sie auf Grund der Sicherheitsbedingungen noch nicht reden konnte. Als die Soldaten stürmen, überzeugt Ivana Rafael, sie umzubringen, damit es aus Sicht der Soldaten so aussieht, als wäre er der Insel treu geblieben und als ob er sie mit Gewalt überwältigen und am Ende umbringen konnte. Mit Hilfe eines Hinweises von Ezequiel gelingt Michele und Joana die Flucht. Joana ist nun davon überzeugt, dass Michele der Sache treu geblieben ist. |           |                 |               |                                |                                                |                    |                                               |
| 13 | 5         | Lampe           | Lampião       | 27. Apr. 2018                  | 27. Apr. 2018                                  | Philippe Barcinski | Pedro Aguilera, Ivan Nakamura & Juliana Rojas |
| Nach der Flucht versucht Michele Ezequiel auszutricksen, indem sie mit Joana nur noch per Schrift und nicht mehr verbal kommuniziert. Allerdings kommt es zum Streit, als Silas dazukommt. Er vertraut Michele noch immer nicht und möchte sie umbringen. Die angespannte Situation nimmt eine Wendung, als Ezequiel überraschenderweise auftaucht. Er offenbart der Gruppe, dass seine Loyalität noch immer der Sache gehört und er für viele Jahre als Maulwurf auf der Insel gelebt hat. Sein Plan war es von Anfang an, sie von Innen heraus zu zerstören. Sein eingeschlafener Ehrgeiz wurde durch den Freitod seiner Ehefrau wieder erweckt. Der Plan, die Bombe zu bauen und das Attentat beim kommenden Verfahren durchzuführen, stammt ebenfalls von ihm. Er hat den Brief des Gründers durch einen neuen ausgetauscht. Als er mit Michele zurück zum Verfahrensgebäude fliehen möchte, stellt sich ihnen die Sicherheitschefin Marcela in den Weg. Sie konnte das Gespräch über Michele abhören. Sie lässt Michele entkommen und ermordet Ezequiel mit einem Messer. Daraufhin malt sie ihm mit Blut das Zeichen der Sache auf die Brust und hängt seine Leiche im Slum auf. Dadurch erfährt keiner der Inselbewohner von seinem falschen Spiel, der Mord wird der Sache angehängt und das Verfahren soll wie geplant stattfinden. |           |                 |               |                                |                                                |                    |                                               |
| 14 | 6         | Flaschen        | Garrafas      | 27. Apr. 2018                  | 27. Apr. 2018                                  | Dani Libardi       | Guilherme Freitas                             |
| Die Soldaten rund um Rafael und Marcela beginnen damit, auf dem Festland Personen zu dem Tod von Ezequiel und der Sache zu befragen. Für einen Hinweis versprechen sie Vorteile im Auswahlverfahren, das in wenigen Tagen starten soll. Fernando gelingt es in der Zwischenzeit, ein Funkgerät vom Registrierungsteam zu stehlen, mit welchem er zu allen Festlandbewohner gleichzeitig sprechen kann. Er offenbart ihnen, dass der letzte Test aus der sogenannten Reinigung und damit aus der Sterilisation aller Teilnehmer besteht und hofft damit, möglichst viele von der Teilnahme vom Testverfahren abbringen zu können. Daraufhin wird er von den Soldaten der Insel gesucht. Glória, eine Kindheitsfreundin von Fernando, bringt es nicht übers Herz, den Agenten von seiner Zusammenarbeit mit der Sache oder seinem Aufenthalt zu erzählen, hilft ihm sogar zur Flucht. Sie fühlt sich noch immer schuldig, da er nur deshalb im Rollstuhl sitzt, da sie ihn bei einem von ihr aufgedrängten Kletterspiel nicht vor einem losen Stein gewarnt hat und er daraufhin abstürzte. Kurz darauf wird er von Soldaten, unter ihnen Rafael, ergriffen und abgeführt. Allerdings gelingt es ihm, ein Funkgerät in sein Gefängnis zu schmuggeln. In der Zwischenzeit gelingt es Michele und Joana, die Bombe aus dem Versteck von Silas zu stehlen. Michele flüchtet alleine zurück in das Verfahrensgebäude, mit der Bombe beweist sie, dass sie nicht zur Sache gehört und der Insel treu geblieben ist. Joana hingegen wird in der Nacht von Anhängern der kriminellen Miliz entführt. Sie hatte vor einem Jahr den Sohn ihres Anführers ermordet. |           |                 |               |                                |                                                |                    |                                               |
| 15 | 7         | Nebel           | Névoa         | 27. Apr. 2018                  | 27. Apr. 2018                                  | Jotagá Crema       | Teodoro Poppovic                              |
| Michele wird zurück auf die Insel gebracht, wo ihre Erinnerung an die Sache und Ezequiel mit Hilfe einer Gehirnwäsche gelöscht werden sollen. Ihr gelingt es allerdings, ihre Befragerin Cássia zu überlisten und zu überwältigen. Sie stiehlt ihre Waffe und befreit damit ihren Bruder aus dem Glasgefängnis. Zusammen fliehen sie. Joana schafft es währenddessen ihre Fesseln zu lösen, bei ihrer Flucht begegnet sie dem totgeglaubten Marco. Rafael besucht Fernando im Gefängnis. Er erfährt von seinem Plan, alle Registrierungsdaten für das Verfahren zu löschen und es damit aufzuhalten. Bei seiner nächsten Schicht im Slum, wo er die Registrierungsstation bewacht, bei der auch seine Freundin Elisa als Ärztin arbeitet, möchte er Informationen von ihr erfahren. Es kommt zum Streit. Plötzlich taucht ein von Ivana geschickter Attentäter auf. Bei dem Versuch, Rafael zu töten, schießt er Elisa an und wird von Rafael erschossen. Elisa überlebt, muss allerdings auf die Insel zurückgebracht werden. Rafael bleibt auf dem Festland und erfährt von Fernando, dass sich Joana in Gefahr befindet. |           |                 |               |                                |                                                |                    |                                               |
| 16 | 8         | Frösche         | Sapos         | 27. Apr. 2018                  | 27. Apr. 2018                                  | Dani Libardi       | Denis Nielsen                                 |
| Marco hat stark verletzt die Zwischenfälle beim Verfahren überlebt. Ihm wurden beide Beine amputiert und durch Prothesen ersetzt, er kann sich nur schwerfällig mit einer Krücke fortbewegen. In seiner Not beschließt er, sich der Miliz anzuschließen, welche planen, die in ihrer Gewalt befindlichen Joana öffentlich umzubringen. Allerdings hilft ihr Marco zur Flucht. Als der Anführer Gerson ihn darauf anspricht, bringt Marco ihn mit einer in seiner Krücke versteckten Klinge um und übernimmt die Führung der Miliz. Als erstes kontaktiert er Marcela, bei welcher es sich um seine Mutter handelt. Es kommt zu einem Treffen, bei welchem er ihr den Vorschlag unterbreitet, die Manipulationsversuche der Sache zu verhindern, im Austausch möchte er eine erneute Chance beim kommenden Verfahren erhalten. Seine Mutter bleibt sehr kühl und abweisend, und gibt ihm vorerst keine klare Antwort. In der Zwischenzeit flüchtet Joana in ein Versteck der Sache und trifft dort auf Silas, welcher sie an die Miliz verkauft hat. Als Rafael auftaucht, kommt es zum Kampf. Joana und Silas fallen in eine Grube voll giftiger Frösche. Rafael rettet Joana, während Silas in der Grube an den Verätzungen stirbt. Währenddessen fliehen Michele und ihr Bruder noch immer. Um nicht verfolgt zu werden, schneiden sie sich ihre Registrierungschips heraus. Ihr Bruder André erinnert sich an die Lage und den Code eines Bunkers, welche das Gründertrio erschaffen haben, in welchen sie fliehen. Außer ihm weiß keine lebende Person von dem Versteck. |           |                 |               |                                |                                                |                    |                                               |
| 17 | 9         | Halskette       | Colar         | 27. Apr. 2018                  | 27. Apr. 2018                                  | Jotagá Crema       | Juliana Rojas                                 |
| Der Bunker, in dem sich Michele und André verstecken, diente dem Gründertrio als Kommunikationszentrale mit dem Inland. Sie finden dort Videoaufnahmen und Informationen über die Gründung der Insel. Vor 107 Jahren war das Trio dabei, die Insel als einen perfekten Ort für die Menschheit aufzubauen, während im Inland sämtliche Rohstoffe ausgebeutet wurden. Die Insel wurde von einer reichen Oberschicht finanziert. Als die Situation auf dem Festland zu eskalieren droht und ein Bürgerkrieg vor dem Ausbruch steht, beschließt die Gruppe der Investoren, repräsentiert durch den Vater einer der Gründer, die Insel vorzeitig zu besiedeln und sie nur für sich und die anderen Investoren zugänglich zu machen. Das Trio ist entsetzt über diese Idee und möchte sich widersetzen. Ihr Plan sieht vor, die Stromversorgung auf dem Festland dauerhaft lahmzulegen, was auch einen Zusammenbruch der Banken und der digitalen Währung und somit eine Entmachtung der Investoren bedeuten würde. Da dies allerdings auch die drastische Verschlechterung der Lebensbedingungen sowie Kollateralschäden und Tote (zum Beispiel in Krankenhäusern) bedeuten würde, kommt es zum Streit innerhalb der Gruppe, welcher mit der Ermordung einer der Mitglieder endet. Die verbleibenden zwei führen den Plan aus, gründen später die Insel nach ihren Vorstellungen und werden fortan als perfektes Gründerpaar verehrt. André und sein Mentor fanden diese Informationen schon vor über einem Jahr heraus. Sein Mentor wollte diese Information an die Öffentlichkeit tragen und damit das Bild über die Insel grundlegend erschüttern. André, von der Ideologie der Insel bereits verblendet, möchte dies verhindern und bringt seinen Mentor um. Michele ist ebenfalls der Meinung, dass diese Informationen nicht verschwiegen werden dürfen und flieht mit dem Halsband der ermordeten Gründerin. In der Zwischenzeit fangen Joana, Rafael und Fernando mit der Durchführung ihres Planes an, die Registrierungsdaten für das kommende Verfahren zu löschen und teilen sich dazu auf. Joana wurde in einem Kühlschrank in das Verfahrensgebäude geschmuggelt und Fernando konnte sich mit Hilfe eines Ringes, den Rafael ihm zusteckte, aus seinem Gefängnis befreien. Rafael fährt auf die Insel. Marco und seine Miliz werden im Gebäude des Verfahrens stationiert, um für die Sicherheit zu sorgen. |           |                 |               |                                |                                                |                    |                                               |
| 18 | 10        | Blut            | Sangue        | 27. Apr. 2018                  | 27. Apr. 2018                                  | Philippe Barcinski | Guilherme Freitas                             |
| Fernando gelingt es, im Verfahrensgebäude die Stromzufuhr für das Überwachungssystem auszuschalten, wodurch Joana sich unbemerkt bewegen kann. Sie schafft es zu dem Raum, in dem die Registrierungsdaten gespeichert sind, ihr fehlt allerdings die Autorität, die Tür zu öffnen. Kurz darauf muss sie vor Marco und seinen Leuten in ein sich immer wieder veränderndes Labyrinth fliehen. Dort schafft sie es, ihre Verfolger erst abzuhängen und später Marco zu überwältigen. Aus der Not heraus begibt sich Fernando zu dem Raum und kann mit seinem Ring die Tür öffnen. Die Daten sind in einer Muschel gespeichert, welche sich in einer −52 °C kalten Flüssigkeit befindet. Es ist ihm unmöglich, sie zu entfernen, allerdings findet Fernando heraus, dass Verunreinigung durch Blut den Speicher beschädigt. Er schneidet sich eine Wunde in die Hand und tropft damit den Behälter so lange voll, bis die Daten unbrauchbar sind. Durch den großen Blutverlust verliert er allerdings das Bewusstsein. Auf der Insel steht Rafael vor einem ähnlichen Problem wie Joana. Er soll die Kopie der Registrierungsdaten löschen, hat allerdings ebenfalls keinen Zugang zu dem Raum. Michele kommt ihm zur Hilfe, öffnet den Raum, schlägt ihn dann allerdings bewusstlos. Sie löscht die Daten zwar, macht davon allerdings vorher eine Kopie auf einem tragbaren Gerät. Da ohne die Daten das Verfahren nicht beginnen kann, werden die Teilnehmer ungeduldig und aggressiv. Gewaltsam dringen sie in das Gebäude ein, es kommt zu Kämpfen zwischen ihnen und dem Sicherheitspersonal. Marcela kann die Menge noch einmal beruhigen und sie bis zum Abend vertrösten. Joana nutzt die allgemeine Verwirrung, um sich und Fernando unbemerkt aus dem Gebäude zu bringen. In der Zwischenzeit unterbreitet Michele dem Vorstand ein Tauschgeschäft. Sie gibt ihnen die Daten, um damit die Durchführung des Verfahrens zu ermöglichen, und im Austausch wird das Festland mit Saatgut, Dünger und anderen Hilfsgütern versorgt. Kurz bevor es im Verfahrensgebäude zu einem erneuten Aufstand der Teilnehmer kommt, gibt die Vorstandsvorsitzende Nair bekannt, dass das Verfahren wie geplant stattfindet. Joana und Fernando sind niedergeschlagen, da ihr Plan, der sie viel gekostet hat, am Ende doch gescheitert ist. Michele kann Fernando allerdings davon überzeugen, dass ein Neuanfang in einem Gebiet namens die Muschel mehr bedeutet und langfristig mehr hilft als das einmalige Aussetzen des Verfahrens. |           |                 |               |                                |                                                |                    |                                               |

### Staffel 3
| Nr. (ges.) | Nr. (St.) | Deutscher Titel | Originaltitel | Erstveröffentlichung Brasilien | Deutschsprachige Erstveröffentlichung (D/A/CH) | Regie              | Drehbuch                             |
| ---------- | --------- | --------------- | ------------- | ------------------------------ | ---------------------------------------------- | ------------------ | ------------------------------------ |
| 19         | 1         | Sand            | Areia         | 7. Juni 2019                   | 7. Juni 2019                                   | Daina Giannecchini | Denis Nielsen & Pedro Aguilera       |
| 20         | 2         | Skalpell        | Lâmina        | 7. Juni 2019                   | 7. Juni 2019                                   | Dani Libardi       | Carol Rodrigues                      |
| 21         | 3         | Medizin         | Remédio       | 7. Juni 2019                   | 7. Juni 2019                                   | Daina Giannecchini | Ivan Nakamura                        |
| 22         | 4         | Ente            | Pato          | 7. Juni 2019                   | 7. Juni 2019                                   | Dani Libardi       | Andréa Midori Simão                  |
| 23         | 5         | Hebel           | Alavanca      | 7. Juni 2019                   | 7. Juni 2019                                   | Dani Libardi       | Denis Nielsen                        |
| 24         | 6         | Falltür         | Alçapão       | 7. Juni 2019                   | 7. Juni 2019                                   | Jotagá Crema       | Ivan Nakamura                        |
| 25         | 7         | Beweise         | Jardrone      | 7. Juni 2019                   | 7. Juni 2019                                   | Jotagá Crema       | Ricardo Gonçalves                    |
| 26         | 8         | Stromwelle      | Onda          | 7. Juni 2019                   | 7. Juni 2019                                   | Jotagá Crema       | Andréa Midori Simão & Pedro Aguilera |

### Staffel 4
| Nr. (ges.) | Nr. (St.) | Deutscher Titel | Originaltitel | Erstveröffentlichung Brasilien | Deutschsprachige Erstveröffentlichung (D/A/CH) | Regie              | Drehbuch                                      |
| ---------- | --------- | --------------- | ------------- | ------------------------------ | ---------------------------------------------- | ------------------ | --------------------------------------------- |
| 27         | 1         | Mond            | Lua           | 14. Aug. 2020                  | 14. Aug. 2020                                  | Daina Giannecchini | Teodoro Poppovic                              |
| 28         | 2         | Schock          | Choque        | 14. Aug. 2020                  | 14. Aug. 2020                                  | Daina Giannecchini | Natalia Maeda                                 |
| 29         | 3         | Feuer           | Fogo          | 14. Aug. 2020                  | 14. Aug. 2020                                  | Jotagá Crema       | Carol Rodrigues & Ivan Nakamura               |
| 30         | 4         | U-Boot          | Submarino     | 14. Aug. 2020                  | 14. Aug. 2020                                  | Jotagá Crema       | Denis Nielsen                                 |
| 31         | 5         | Gemälde         | Pintura       | 14. Aug. 2020                  | 14. Aug. 2020                                  | Jotagá Crema       | Denis Nielsen, Natalia Maeda & Pedro Aguilera |
| 32         | 6         | Knöpfe          | Botões        | 14. Aug. 2020                  | 14. Aug. 2020                                  | Daina Giannecchini | Carol Rodriguez                               |
| 33         | 7         | Sonne           | Sol           | 14. Aug. 2020                  | 14. Aug. 2020                                  | Dani Libardi       | Ivan Nakamura, Denis Nielsen & Pedro Aguilera |

## Besetzung
| Rollenname        | Darsteller         | Folgen                            | Bemerkungen                                                                |
| ----------------- | ------------------ | --------------------------------- | -------------------------------------------------------------------------- |
| Michele Santana   | Bianca Comparato   | 1.01–                             | Teilnehmerin am 104. Verfahren; Mitglied der Sache; später Inselbewohnerin |
| Fernando Carvalho | Michel Gomes       | 1.01–2.10                         | Teilnehmer am 104. Verfahren                                               |
| Rafael Moreira    | Rodolfo Valente    | 1.01–                             | Teilnehmer am 104. Verfahren; Mitglied der Sache; später Inselbewohner     |
| Joana Coelho      | Vaneza Oliveira    | 1.01–                             | Teilnehmerin am 104. Verfahren; später Mitglied der Sache                  |
| Nair              | Zezé Motta         | 1.01–                             | Inselbewohnerin; Vorstandsvorsitzende der Insel                            |
| Aline             | Viviane Porto      | 1.01–                             | Inselbewohnerin; Überwacherin des Verfahrens und Ezequiels                 |
| O Velho           | Celso Frateschi    | 1.01–                             | Gründer der Sache                                                          |
| Antônia           | Dárcio de Oliveira | 1.01–                             | Vater von Fernando                                                         |
| André Santana     | Bruno Fagundes     | 1.01–1.08 (in Rückblenden), 2.01– | Inselbewohner Bruder von Michele                                           |
| Julia †           | Mel Fronckowiak    | 1.01– (nur in Rückblenden)        | Inselbewohnerin Ehefrau von Ezequiel; verstorben                           |
| Marco Alvares     | Rafael Lozano      | 1.01–1.04, 2.07–                  | Teilnehmer am 104. Verfahren; später Anführer der Miliz                    |
| Ezequiel          | João Miguel        | 1.01–2.05                         | Inselbewohner; Verfahrensleiter; ehemals Mitglied der Sache                |
| Ivana             | Roberta Calza      | 1.01–2.04                         | Mitglied der Sache                                                         |
| Bruna             | Lilian Regina      | 1.01, 1.08 (Rückblende)           | Teilnehmerin am 104. Verfahren Freundin von Michele                        |
| Glória            | Cynthia Senek      | 2.01–                             | Teilnehmerin am 105. Verfahren Freundin von Fernando                       |
| Marcela           | Laila Garin        | 2.01–                             | Inselbewohnerin; Leiterin der militärischen Einheit                        |
| Silas             | Samuel de Assis    | 2.01–2.08                         | Anführer der Sache                                                         |
| Gerson            | Bruno Belarmino    | 2.01–2.08                         | Anführer der Miliz                                                         |
| Elisa             | Thais Lago         | 2.02–                             | Inselbewohnerin Partnerin von Rafael                                       |
| Natália           | Amanda Magalhães   |                                   |                                                                            |
| Xavier Toledo     | Fernando Rubro     |                                   |                                                                            |

## Veröffentlichung
Die Veröffentlichung der achtteiligen ersten Staffel ist weltweit am 25. November 2016 auf der Video-on-Demand-Plattform Netflix erfolgt, die zweite Staffel wurde am 27. April 2018 mit zehn Folgen veröffentlicht. Die dritte Staffel wurde auf Netflix am 7. Juni 2019 mit acht Folgen und die vierte Staffel am 14. August 2020 mit sieben Folgen veröffentlicht.

## Rezeption
Die Pilotepisode wurde auf Serienjunkies.de mit der dystopischen Anthologieserie Black Mirror verglichen und war Rezensent Mario Giglio volle fünf von fünf Sternen wert. Die Kritik der gesamten ersten Staffel von 3% verlieh noch 4,5 von 5 Sternen, wobei die „dichte Story“, „erinnerungswürdige Charaktere“ und eine „kunstvolle Inszenierung“ bei relativ geringem Budget lobend herausgestellt wurden.